# اقتسام لوكسمبورغ

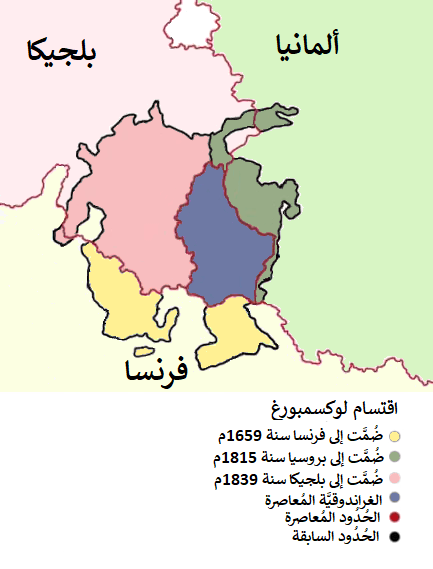
المراحل الثلاثة لاقتسام الاراضي اللوكسمبورغية من قبل جيرانها.

اقتسام لوكسمبورغ هو مصطلح يشير إلي ثلاث حوادث أدت إلى تقاسم أراضي لوكسبمورغ بين جيرانها ألمانيا وفرنسا وبلجيكا خلال الفترة ما بين عام 1659 و1839 ، قلص التقسيم مساحة لوكسمبورغ من 10,700 كم إلي 2586 كم وهي ما تمثل مساحاتها الحالية، جميع جيران لوكسمبورغ حاولوا ضم أراضي لوكسمبورع بالكامل إلا ان تلك المحاولات جميعها باءت بالفشل، وعلى الجانب الأخر كانت هنالك محاولات من لوكسمبورغ لاستعادة هذه الأراضي التي خسرتها لصالح جيرانها إلا أن أيا من تلك المحاولات لم يكتب له النجاح.

## التقسيم الأول
حدث أول تقسيم للأراضي اللوكسمبورغية في عام 1659 حينما كانت دوقية لوكسمبورغ ضمن اتحاد شخصي مع مملكة إسبانيا وخلال الحرب الفرنسية الإسبانية عامي 1635-1659 استطاعت فرنسا وبريطانيا احتلال اغلب الأراضي الوطيئة الاسبانية وبموجب صلح البرانس حصلت فرنسا على حصون ستني وتيونفيل ومونتمدي والمناطق المحيطة بتلك الحصون، وبلغت مساحة الأراضي اللوكسمبورغية التي ضمتها فرنسا لها نحو 1,060 . وهو ما يشكل نحو عشر مساحة دوقية لوكسمبورغ آنداك.

## التقسيم الثاني
في عام 1795 وخلال حروب الثورة الفرنسية احتلت القوات الفرنسية دوقية لوكسمبورغ وضمتها فرنسا لها لتصبح لوكسمبورغ محافظة فرنسية تحت اسم محافظة فوتيس، استمر هذا الوضع حتى هزيمة نابليون بونابرت وبموجب إتفاقية باريس لعام 1814 تحررت لوكسمبورغ من الحكم الفرنسي إلا أنه وبالرغم من ذلك فأن المصير النهائي لدوقية لوكسمبورغ سيتحدد بالعام الذي يليه في مؤتمر فيينا لعام 1815 والذي بموجبه اتفق على رفع لوكسمبورغ من دوقية إلي دوقية كبرى وعلى أن تحصل أسرة اورنج على الحكم في جميع الأراضي الوطيئة (هولندا وبلجيكا ولوكسمبورغ)؛ وبالرغم من ذلك طالب ملك بروسيا والذي كان قد احتل جميع اراضي الراينلاند ووستفاليا خلال الحرب على حصن بيتبورغ في لوكسمبورغ ليكون جزءا من تحصينات الحدود الغربية للكونفدرالية الألمانية وبما ان الهولندويون كانوا سيحصلون على لوكسمبورغ فانهم لم يدخلوا في جدال على طلب بروسيا ذلك الحصن.
قلص هذا التقسيم الثاني مساحة الأراضي اللوكسمبورغية بنحو 2280 كم وهو ما يعادل 24% من مساحة لوكسمبورغ آنذاك وبجانب حصن بيتبورغ حصلت مملكة بروسيا على بلدات نيوربيرغ وسانكتفيث وشلايدن وواكسفيلر جميع ذلك يضم سكانا بنحو 50 الف نسمة.

## التقسيم الثالث
اكبرت خسارة تعرضت لها لوكسمبورغ حدثت بموجب اتفاقية لندن لعام 1839، فحينما اندلعت الثورة البلجيكية ضد الحكم الهولندي انضم اغلب اللوكسمبورغيين للثوار البلجيكيين واستطاعوا السيطرة على اغلب اراضي دوقية لوكسمبورع الكبرى وكانت المدينة الوحيدة التي لم تسقط بيد الثوار هي العاصمة وأكبر مدن الدوقية وأهم حصونها وهي مدينة لوكسبمورغ. عقد مؤتمر لندن في عام 1830 وطرح في المؤتمر عدة تصورات منها بقاء كامل اراضي لوكسمبورغ في اتحاد شخصي مع مملكة هولندا إلا ان الاقتراح رفض من ملك بلجيكا وفي يوليو 1831 استقلت بلجيكا عن هولندا وترك تحديد مصير لوكسبمورغ ليتحدد لاحقا، وبالرغم من موافقة هولندا على استقلال بلجيكا فإنها قامت بغزوها عسكريا في محاولة لاجبارها على قبول تقليص في اراضيها. بعد انسحاب القوات الهولندية من بلجيكا طرح اقتراح جديد في مؤتمر لندن لاقتسام لوكسمبورغ بين هولندا وبلجيكا بحيث تضم اغلب اراضي لوكسمبورغ لبلجيكا في حين تبقي مدينة لوكسمبورغ تحت السلطة الهولندية وافق ملك بلجيكا على ذلك وعقدت اتفاقية بذلك في 15 نوفمبر 1831.
في هذا التقسيم الثالث فقدت لوكسمبورغ جميع اراضيها الغربية وبلغت مساحة تلك الأراضي 4740 كم ما يعادل 65% من مساحتها فيما كان عدد سكان تلك الأراضي التي ضمتها بلجيكا لها يبلغ 175 الف نسمة ما يعادل نصف سكان لوكسمبورغ.

## هوامش
1. 1 2  Gardini، Fausto. "The Two Luxembourg". Luxembourg American Cultural Society. مؤرشف من الأصل في 2006-07-13. اطلع عليه بتاريخ 2006-07-20.
2. 1 2  Fyffe (1895), ch. XVI
3. ↑  Fuehr، Alexander (1915). The Neutrality of Belgium. New York: Funk and Wagnalls. مؤرشف من الأصل في 2016-03-04. اطلع عليه بتاريخ 2006-07-20.
4. ↑  Calmes (1989), p. 316